# Käthe Kollwitz
Käthe Kollwitz (Koningsbergen, 8 juli 1867 – Moritzburg, 22 april 1945), geboren als Käthe Schmidt, was een Duitse grafisch kunstenares en beeldhouwster.

## Levensloop
Kollwitz was beeldhouwster en ze maakte tekeningen voor het weekblad Simplicissimus. Ze was gehuwd met de arts Karl Kollwitz die op 19 juli 1940 overleed. Ze was moeder van twee zonen, Hans Kollwitz en Peter Kollwitz.
Reeds vroeg openbaarde zich haar tekentalent en het eerste onderricht in die richting kreeg zij op veertienjarige leeftijd, in haar geboortestad, van de kopergraveur Rudolf Mauer.
Na haar opleiding bij Mauer ging ze voor een jaar naar Berlijn (1884-1885) om er lessen te volgen in de school van Karl Stauffer-Bern. Terug in Koningsbergen zette Käthe haar studies voort onder leiding van Emil Neide.
In haar studentenperiode ontwikkelde Kollwitz een grote belangstelling voor de sociaaldemocratie, de vrouwenbeweging en het nieuwe naturalisme in de literatuur. Deze belangstelling zou een stevige stempel drukken op haar verdere carrière, die in 1889 begon toen zij zich toelegde op het maken van etsen.
Na haar huwelijk in 1891 vestigde zij zich met haar man, de fondsarts Karl Kollwitz, in een arbeidersbuurt te Berlijn, waar Karl zijn medische praktijk had om armen te verzorgen. Gegrepen door de sociale noden en de verbondenheid tussen moeder en kind, maakte zij deze tot onderwerp van haar prenten. Ze wijdde zich geheel aan de grafische technieken, die zich het best leenden voor het getuigend karakter van haar werk.
Ze trad in 1899 toe tot de Berliner Sezession, een separatistische beweging waarbij de kunstenaars afstand wilden nemen van de doelstellingen van een bestaande vereniging en nieuwe idealen wilden nastreven of een nieuw publiek wilden bereiken. Vijf jaar later trok ze naar Parijs waar ze een opleiding in de beeldhouwkunst volgde.
Tot tweemaal toe was ze in Parijs, waar ze (in 1904) haar eerste opleiding in de beeldhouwkunst genoot.
In 1907 behaalde zij de Villa Romana-prijs, waaraan een jaarverblijf verbonden was in de gelijknamige villa in Florence.
In de oorlogsjaren 1914-1918 begon ze met beeldhouwen. Op 23 oktober 1914 stierf haar 17-jarige zoon Peter Kollwitz, musketier in het Duitse leger, bij een aanval op Diksmuide in Vlaanderen. In april 1915 begon Käthe aan de uitwerking van de eerste plannen voor een gedenksteen voor het graf van haar zoon Peter en na 1919 beeldde zij vooral de oorlogsellende uit, zoals in affiches en in de houtsnedenserie Der Krieg. Haar onverminderde uitdrukkingskracht zocht zij toen in een grotere vereenvoudiging van de vorm en een streven naar abstracte, stilerende monumentaliteit.
In 1929 verkozen de ridders in de orde Pour le Mérite für Wissenschaften und Künste Kollwitz, als eerste vrouw, tot lid van hun exclusieve orde. Kollwitz was onderdeel van het wetenschappelijke onderzoek naar hoogbegaafdheid en psychiatrische problematiek, uitgevoerd door Adele Juda.
Op 23 juli 1932 werden de stenen beelden van Het treurende ouderpaar geplaatst op de begraafplaats van het Roggeveld tussen Zarren en Esen, nabij Diksmuide.

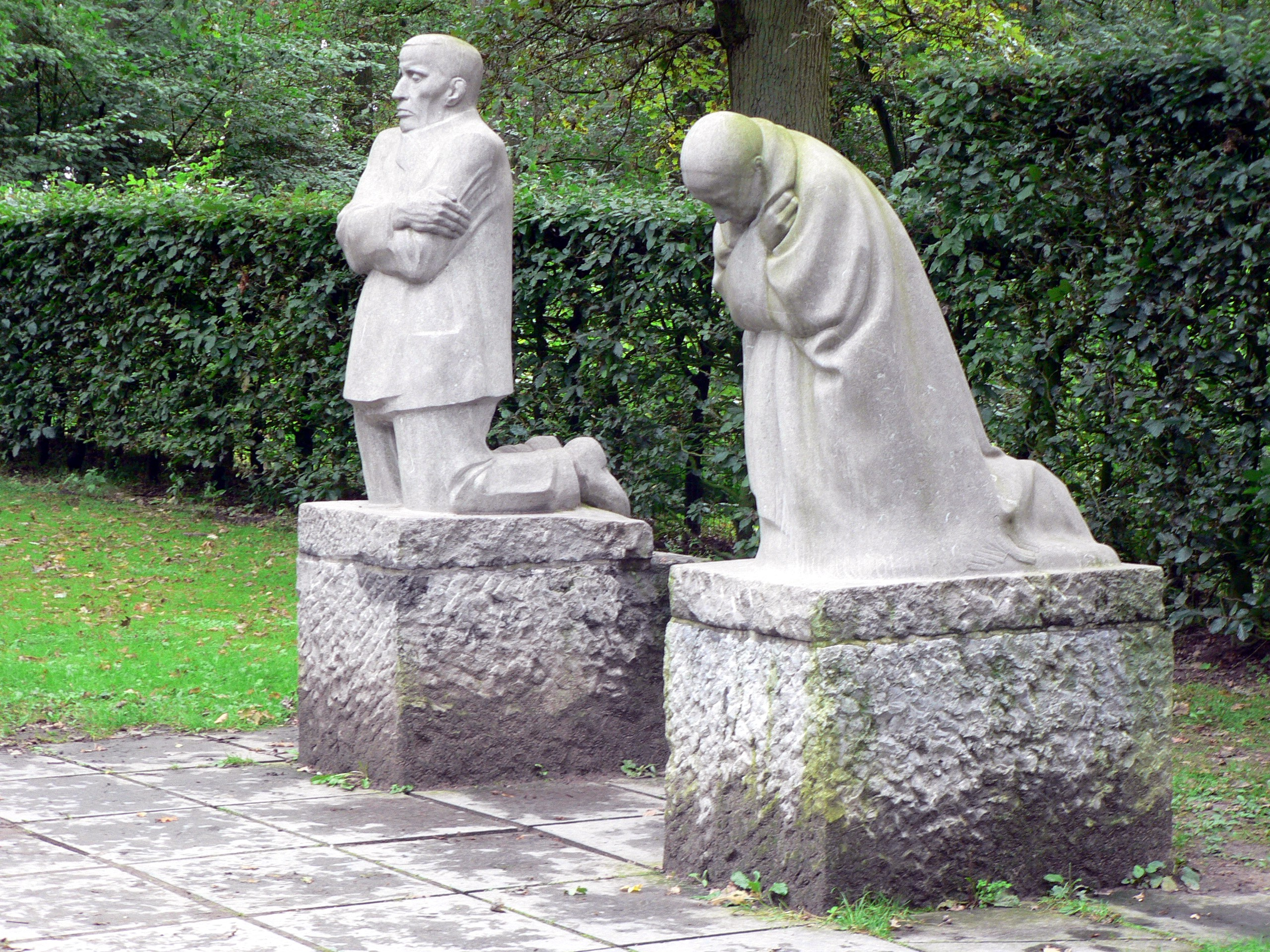
Het treurende ouderpaar, 1931

In 1956 werd het stoffelijk overschot van Peter, samen met dat van 1538 kameraden, overgebracht naar het Deutscher Soldatenfriedhof Vladslo, nabij het Praetbos in Vladslo. Op deze Duitse militaire begraafplaats kregen meer dan 25.000 gesneuvelden uit de Eerste Wereldoorlog hun laatste rustplaats. Op hetzelfde moment verhuisde ook het beeldhouwwerk om daar, zoals voorheen te Esen, bij zijn graf te worden opgesteld. Kollwitz heeft in dit werk vorm gegeven aan het grenzeloos verdriet dat de oorlog haar berokkende. Het is een dubbelbeeld van een treurend ouderpaar. De vader, Peters eigen vader, blikt neer op de duizenden graven, waaronder dat van zijn zoon. De moeder, Käthe Kollwitz zelf, knielt voorovergebogen. De kunstenares wilde in dit werk niet alleen de moeder van Peter zijn, maar van allen die met hem aan het IJzerfront de dood vonden. Het Treurend Ouderpaar werd opgenomen in de Canon van Vlaanderen.
De begraafplaats wordt door Willem Vermandere bezongen in zijn lied Vladslo.  
Op 22 april 1945 stierf Käthe Kollwitz in Moritzburg op 77-jarige leeftijd.

## Stijl
Kollwitz maakte talrijke tekeningen, etsen, lithografieën en houtsneden en, in het begin van haar loopbaan, ook enkele genrestukken in olieverf. Pas omstreeks haar vijfenveertigste begon zij te beeldhouwen.
Na de vroege familie- en zelfportretten die onder realistische invloed stonden, formuleerde ze haar eerste getuigenissen. Deze bestonden uit gedetailleerde etsen, in historische cyclussen (bijvoorbeeld De opstand der Wevers en De Boerenoorlog). Onder de indruk van het werk van de Noorse kunstschilder Edvard Munch gaf ze haar aanklachten vorm in stille, uitdrukkingsloze figuren. Later zette ze echter het realisme om in een eigen vorm van expressionisme.

## Werk
In 1933 werd haar werk 'entartet' (ontaard) verklaard en werd zij door de nationaalsocialisten verdreven van de Berlijnse academie, waar zij sinds 1928 hoogleraar aan de grafische afdeling was. Ook uit de orde Pour le Mérite werd zij verwijderd. In 1936 kreeg zij een expositieverbod en daarna heeft zij alleen nog getekend en gebeeldhouwd. In haar late werk nam het afbeelden van moeder en kind een centrale plaats in.
Bekende werken van Käthe Kollwitz zijn:
- De opstand der wevers, 1895-1898. Dit werk bestaat uit 6 grote etsen.
- De carmagnole, 1901
- De boerenoorlog, 1902-1908
- Het wachten, 1914
- Oorlog, 1920-1924
- Proletariaat, 1925
- Het treurend ouderpaar, 1915-1931

## Galerij

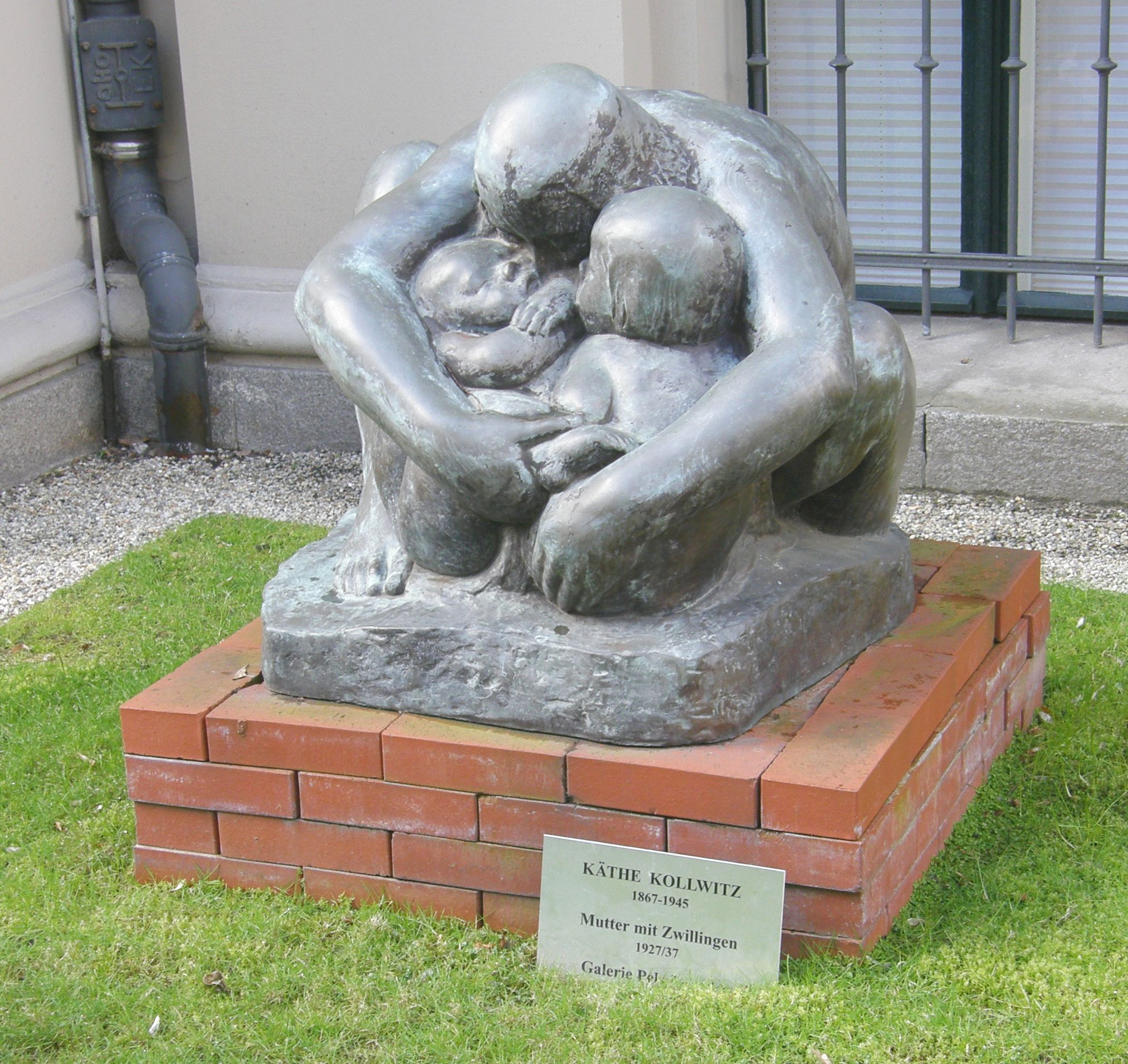
Mutter mit Zwillingen, 1927/1937, Käthe Kollwitz Museum, Berlijn
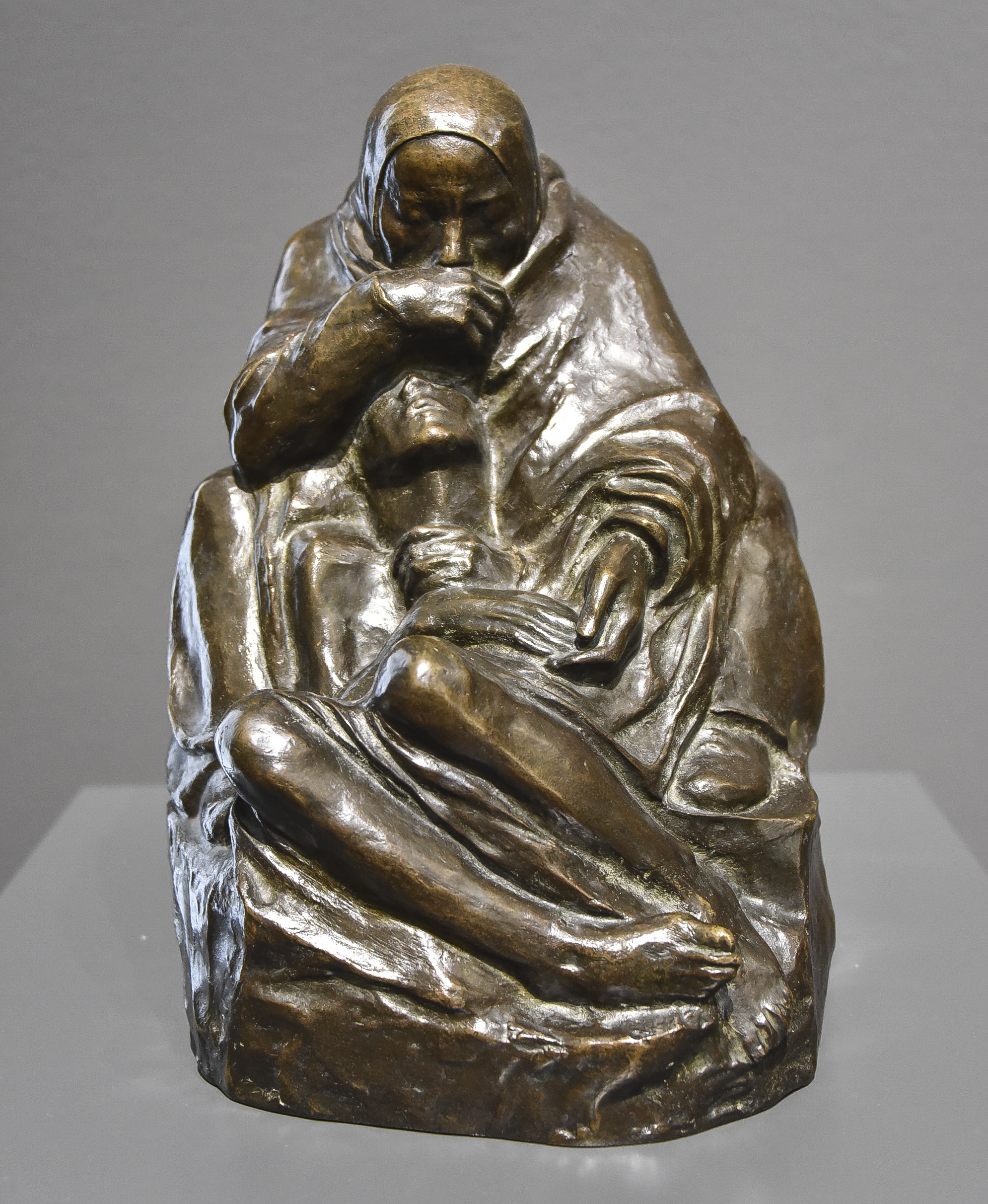
Piëta, 1937-38, Leopold Museum, Wenen
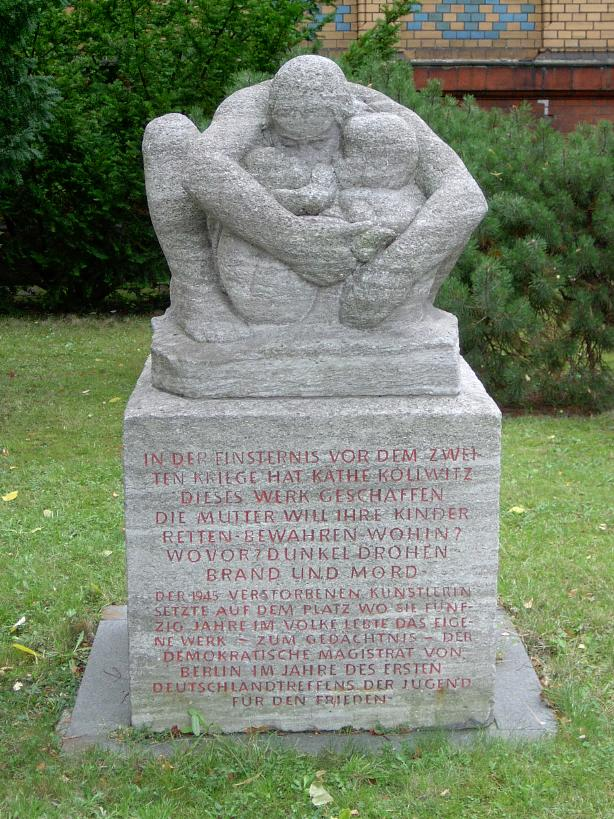
Mutter mit zwei Kinder, 1937/1951, Berlijn, Prenzlauer Berg
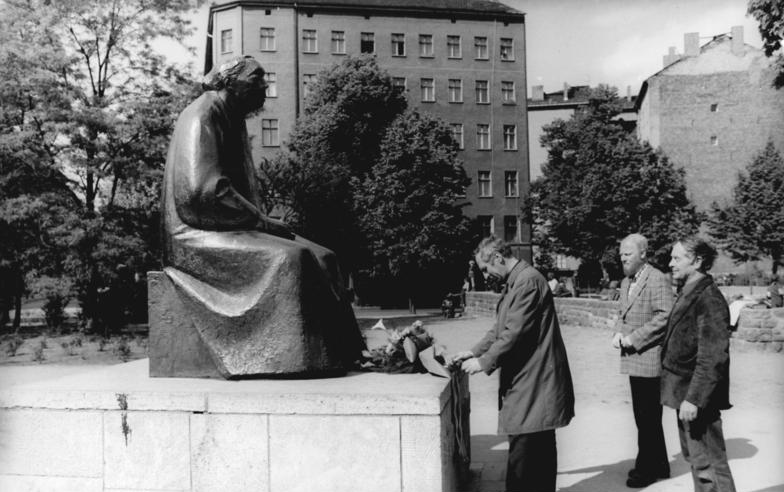
Käthe Kollwitz monument, 1974, Bundesarchiv, Berlijn

## Zie ook

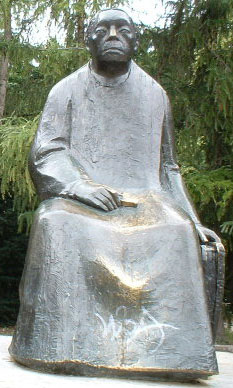
Käthe Kollwitz monument van Gustav Seitz (1960) in Berlijn
(een ander exemplaar bevindt zich in het sculpturenpark van Maagdenburg)

## Bijzonderheden
- Ondanks haar verkettering door het nazisme, waardoor haar bronzen beelden werden omgesmolten tot wapens, zijn bijna alle werken van haar 'bewaard' gebleven. De nazi's hadden de mallen van haar beelden over het hoofd gezien. Na de oorlog zijn de beelden opnieuw gegoten.